# Fantázia 2000
A Fantasia 2000 (eredeti cím: Fantasia 2000) 1999-ben bemutatott amerikai 2D-s és 3D-s számítógépes animációs film a CGI filmek kora, amely a 38. Disney-film. A mozifilm a Walt Disney Pictures és a Walt Disney Feature Animation gyártásában készült, a Buena Vista Pictures forgalmazásában jelent meg. Műfaja zenés fantasyfilm.
Amerikában 1999. december 17-én, Magyarországon 2000. július 27-én mutatták be a mozikban.

## A film fejezetei
Beethoven – 5. szimfónia: 
A jelenetben absztrakt minták és formák, amelyek több száz színes háromszög alakú pillangóra hasonlítanak, fedezik fel a fény és sötétség világát, miközben egy raj sötét fekete öt- vagy hatszög alakú denevér üldözi őket. A világot végül a fény és a színek hódítják meg. A bevezetőt Deems Taylor mondja el.
Ottorino Respighi – Róma fenyői: 
A púpos bálnacsalád az égen át repül, amikor egy borjú elszakad szüleitől, és egy jéghegy csapdájába kerül. Végül anyja segítségével találja meg a kiutat. A család csatlakozik egy nagyobb bálnacsapathoz, amely a felhőkön át repülve a világűrbe jut. A jelenetet Steve Martin vezeti fel, majd Ichák Perlman veszi át a szót.
George Gershwin – Kék rapszódia:
Az 1930-as évek New Yorkjában játszódó, Al Hirschfeld ismert karikatúráinak stílusában megtervezett történet négy, jobb életre vágyó személyt követ nyomon. Duke egy építőmunkás, aki arról álmodik, hogy jazzdobos lesz; Joe egy szerencsétlen munkanélküli, aki azt kívánja, bárcsak kapna munkát; Rachel egy kislány, aki elfoglalt szüleivel szeretne időt tölteni a nevelőnője helyett; John pedig egy zaklatott, gazdag férj, aki egyszerűbb, szórakoztatóbb életre vágyik. A rész végén mind a négyen célhoz érnek, bár történetük kölcsönhatásban van egymással, anélkül, hogy bármelyikük is tudna róla.
Sosztakovics – 2. (F-dúr) zongoraverseny, Op. 102:
Hans Christian Andersen A rendíthetetlen ólomkatona című meséje alapján egy féllábú, törött játékkatona beleszeret egy játékbalerinába, és megvédi őt a gonosz Jancsidoboztól. Az eredeti történettel ellentétben ez a változat happy enddel végződik. Bette Midler mutatja be a történetet.
Saint-Saëns – Az állatok farsangja:
Egy flamingóraj megpróbálja rákényszeríteni egy különc tagját, aki szívesen játszik jojóval, hogy részt vegyen a raj "unalmas" szokásaiban. James Earl Jones vezeti fel a jelenetet.
Paul Dukas – A varázslóinas:
Goethe 1797-es "Der Zauberlehrling" című versén alapul, és ez az egyetlen olyan szegmens, amely a Fantáziában és a Fantasia 2000-ben is szerepel. Mickey egér történetét meséli el, aki Yen Sid varázsló tanítványaként megpróbálkozik mestere néhány varázslatával. A bravúr azonban rosszul sül el, és végül a varázsló tesz rendet, majd elzavarja a helyére az inast.
Edward Elgar – Ünnepi és alkalmi indulók:
Noé bárkájának története alapján Donald kacsa Noé segédje, Daisy kacsa pedig Donald barátnője. Donald azt a feladatot kapja, hogy gyűjtse össze az állatokat a bárkára, azonban megfeledkezik indulás előtt Daisyről. Daisy sikeresen elkerüli Donaldot, és mindketten megsiratják elveszett szerelmesüket. A történet végén rájönnek, hogy együtt utaztak végig a bárkán. James Levine mutatja be a jelenetet.
Igor Stravinsky – Tűzmadár: 
Egy zöld manólányt kelt életre az erdőben régi barátja, a jávorszarvas. A manólány életet lehel az erdőbe, de a hegyen túl nem fog az ereje. A hegy belsejében véletlenül életre kelt egy tűzmadarat, amely elpusztítja lávájával az erdőt és a mezőket. A jávorszarvas biztatására a manólány esőt idéz meg, és elhozza a tavaszt. Angela Lansbury köszöni meg a figyelmet.

## Szereplők

### Firkaszereplők
| Szereplő     | Eredeti hang                       | Magyar hang   |
| ------------ | ---------------------------------- | ------------- |
| Mickey egér  | Wayne Allwine Walt Disney (archív) | Rajkai Zoltán |
| Donald kacsa | Tony Anselmo                       | Bolba Tamás   |
| Daisy kacsa  | Russi Taylor Tress MacNeille       | Orosz Anna    |

- Jeff Bennett – Mr. Fishing Road hangja
- Nikita Hopkins – Kölyök a konyhában hangja
- Kath Soucie – Anya a konyhában hangja
- Dieter Jansen – Bálna kölyök hangja
- Frank Welker – Elk hangja

### Élőszereplők
- Leopold Stokowski (archív) – önmaga
- Steve Martin – önmaga
- Ichák Perlman – önmaga
- Quincy Jones – önmaga
- Bette Midler – önmaga
- James Earl Jones – önmaga
- Penn Jillette – önmaga
- Teller Ede – önmaga
- James Levine – önmaga
- Angela Lansbury – önmaga
- Deems Taylor – önmaga
- Kathleen Battle – Featured Soprano
- Ralph Grierson, Yefim Bronfman – Zongoristák
- Benee Leavy, Deborah Vukovitz – Hegedűsök
- Eric Goldberg, Gaëtan Brizzi, Paul Brizzi, Hendel Butoy – Animátorok